# Публий Требоний
Публий Требоний (на латински: Publius Trebonius) e сенатор на Римската империя през 1 век.
През 53 г. от септември до декември Публий Требоний e суфектконсул. През септември и октомври колега му е Квинт Цецина Примус, след това Публий Калвизий Рузон (октомври–декември).